# L'Orri (Espui)
L'Orri és una partida del terme municipal de la Torre de Cabdella, dins del seu terme primigeni, al Pallars Jussà.
Està situada a la dreta de la vall del riu de Filià, a llevant de l'Obaga de Filià, en el vessant septentrional del Serrat d'Escobets.